# گوترگلوک
گوترگلوک (به آلمانی: Güterglück) یک منطقهٔ مسکونی در آلمان است که در تسبرست واقع شده‌است. گوترگلوک  ۷۳۵ نفر جمعیت دارد.